# Rockwell AIM 65
Rockwell AIM 65 (AIM 65) је кућни рачунар фирме Rockwell који је почео да се производи у САД током 1976. године.
Користио је Rockwell 6502 микропроцесорску јединицу а RAM меморија рачунара је имала капацитет од 4 KB (до 32 KB).

## Детаљни подаци
Детаљнији подаци о рачунару AIM 65 су дати у табели испод.
|                       |                                        |
| [ 1 ]                 |                                        |
| Произвођач            |                                        |
| Тип                   | кућни рачунар                          |
| Меморија              | 4 (до 32 )                             |
| Поријекло             | Сједињене Америчке Државе              |
| Година                | 1976                                   |
| Тастатура             | тастатура са пуним помаком тастера     |
| Процесор              | 6502                                   |
| Фреквенција процесора | 1                                      |
| RAM                   | 4 (до 32 )                             |
| ROM                   | 12                                     |
| Текст                 | 1 линија са 20 знакова (LED показивач) |
| Графика               |                                        |
| Боја                  |                                        |
| Звук                  | Нема                                   |
| Димензије             | непознато                              |
| Портови               |                                        |
| Оперативни систем     | [[]]                                   |